# Août 1901

## Événements

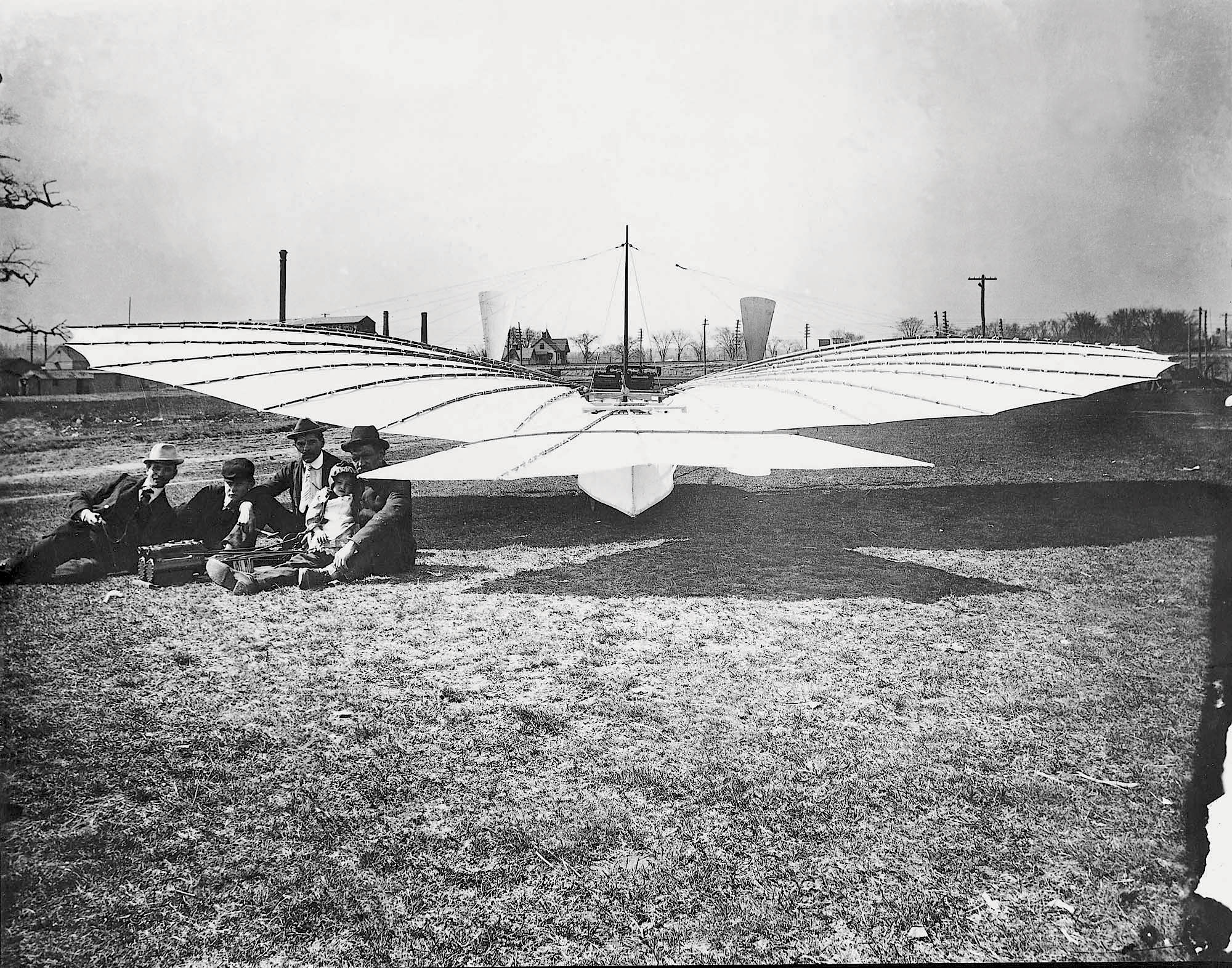
18 août : le monoplan de Gustave Whitehead

- 1er août, politique : Abraham Kuyper (1837-1920), devient Premier ministre des Pays-Bas.
- 8 août, aéronautique: le Brésilien Santos-Dumont, à bord de son dirigeable n°5, échoue à remporter le prix Deutsch de la Meurthe et se retrouve suspendu à un immeuble, quai de Passy, au niveau du 5e étage, ses cordages étant coincés au niveau de l'hélice.
- 14 août, aéronautique : Gustave Whitehead fait voler son plus lourd que l'air Whitehead Aeroplane No. 21 à Bridgeport.
  - 18 août, cyclisme: Maurice Garin remporte le Paris-Brest-Paris                                                      derrière entraîneur.

## Naissances
- 2 août : Ignatius Kung Pin-mei, cardinal chinois, évêque de Shanghai († 12 mars 2000).
- 3 août : Stefan Wyszyński, cardinal et primat de Pologne († 28 mai 1981).
- 4 août : Louis Armstrong, chanteur et trompettiste de jazz américain († 6 juillet 1971).
- 5 août : Claude Autant-Lara, réalisateur français († 5 février 2000).
- 11 août : Luigi Corbellini, peintre italien († 9 mai 1968).
- 13 août : Jules Buysse, coureur cycliste belge († 31 décembre 1950).
- 14 août : Alice Rivaz, écrivain suisse († 27 février 1998)
- 15 août : Pierre Lépine, biologiste français, académicien († 30 mars 1989).
- 17 août :
  - Francis Perrin, physicien français, académicien († 4 juillet 1992).
  - Dieudonné Smets, coureur cycliste belge († 29 novembre 1981).
- 18 août : 
  - Jean Guitton, philosophe et écrivain français († 21 mars 1999).
  - Charles De Antoni, musicien français († 11 janvier 2011).
- 20 août : Salvatore Quasimodo, écrivain italien († 14 juin 1968).
- 25 août: Kjeld Abell, dramaturge danois († 5 mars 1961).
- 26 août : Maxwell Davenport Taylor, général et diplomate américain († 19 avril 1987).
- 27 août : René Cuzacq, professeur et écrivain français († 25 avril 1977).
- 29 août : Aurèle Joliat, joueur de hockey sur glace († 2 juin 1986).

## Décès
- 5 août : Victoria Adélaïde, fille de la reine Victoria, impératrice allemande (°21 novembre 1840)
- 10 août : Otto von Faber du Faur, peintre et militaire allemand (° 3 juin 1828).
- 12 août : Adolf Erik Nordenskiöld, explorateur arctique finlandais (° 18 novembre 1832).
- 20 août : Albert Nyssens, homme politique belge (° 20 juin 1855).